# 网页开发者 (软件)

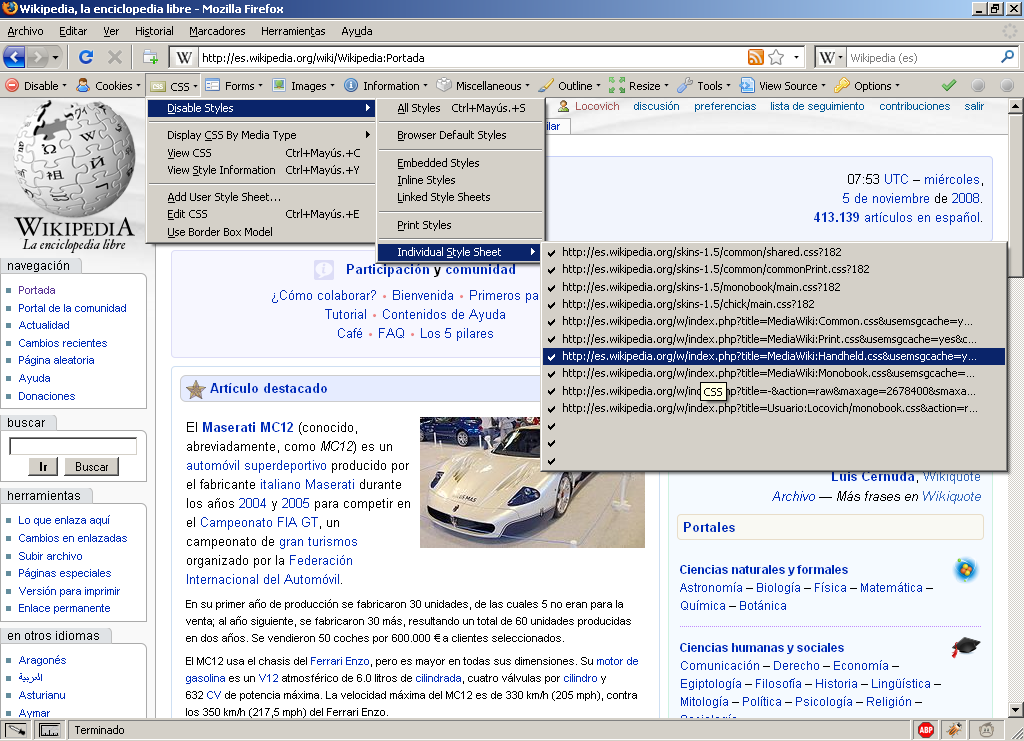
Web Developer工具條

網頁開發者（Web Developer）是給以Mozilla Firefox核心為基礎網頁瀏覽器的一個強大的附加元件。它加入了幾個選單與一條工具列以及多種網頁開發者工具。本插件已測試相容於Firefox、Flock、以及SeaMonkey。該附加元件原本由派屈克（Chris Pederick） 開發，他也是User Agent Switch  附加元件作者。目前穩定版本是 1.1.4，於2007年6月5日發表。該附加元件是Mozilla 2006年「Extend Firefox」競賽的大獎得主  。並且它是少數幾個特別被Firefox開發者所推薦的網頁程式設計附加元件之一  。

## 外部連結
- Web Developer 官方網 （页面存档备份，存于）（英文）
- Firefox 附加组件中心上的 Web developer
- Mozilla Taiwan Web Developer 中文繁體版與討論區 （页面存档备份，存于）（繁體中文）